# Coniopteryx (Coniopteryx) vittiformis
Coniopteryx (Coniopteryx) vittiformis is een insect uit de familie van de dwerggaasvliegen (Coniopterygidae), die tot de orde netvleugeligen (Neuroptera) behoort. 
Coniopteryx (Coniopteryx) vittiformis is voor het eerst wetenschappelijk beschreven door Z.-q. Liu & C.-k. Yang in 1998.